# Dolichoxipha
Dolichoxipha är ett släkte av insekter. Dolichoxipha ingår i familjen syrsor.
Kladogram enligt Catalogue of Life:
| Dolichoxipha | \| \| Dolichoxipha danbulla \| \| \| \| \| \| Dolichoxipha gracilipes \| \| \| \| |
|              | \| \| Dolichoxipha danbulla \| \| \| \| \| \| Dolichoxipha gracilipes \| \| \| \| |
|              | Dolichoxipha danbulla                                                             |
|              |                                                                                   |
|              | Dolichoxipha gracilipes                                                           |
|              |                                                                                   |